# Acalypha microstachya
Acalypha microstachya é uma espécie de flor do gênero Acalypha, pertencente à família Euphorbiaceae.